# Dennis Wegner
Dennis Wegner (* 10. Januar 1991 in Greifswald) ist ein ehemaliger deutscher Fußballspieler. Er spielte 2013/14 für den  VfL Osnabrück in der 3. Liga.

## Karriere
Wegner spielte bis Dezember 2008 für den Greifswalder SV 04. Zum 1. Januar 2009 wechselte er zum Halleschen FC. Ab der Saison 2011/12 stand er im Kader der ersten Mannschaft. Nach dem Aufstieg der Hallenser in die 3. Liga 2012 ging er zur zweiten Mannschaft von Werder Bremen, für die er in der Regionalliga Nord in 33 Einsätzen 13 Tore erzielte. Zur Saison 2013/14 wechselte Wegner in die 3. Liga zum VfL Osnabrück. Nach nur einem Jahr ging er in die Regionalliga Südwest zum 1. FC Saarbrücken. Mit Saarbrücken scheiterte er 2014/15 als Vizemeister in den Aufstiegsspielen zur 3. Liga. Zur Saison 2017/18 schloss sich Wegner dem Ligakonkurrenten TSV Steinbach an. Wegner gewann am 21. Mai 2018 mit dem TSV Steinbach den Hessenpokal und qualifizierte sich so für den DFB-Pokal 2018/19, wo er in der 1. Hauptrunde ausschied. Im Juni 2020 verlängerte er seinen Vertrag um ein Jahr. 2021/22 war er vertragslos. In der Saison 2022/23 wechselte er zum TVD Velbert in die Fußball-Oberliga Niederrhein. Zuletzt war er in der Saison 2023/24 beim Ligakonkurrenten FC Büderich unter Vertrag. Danach beendete er seine Karriere.